# Площадь Труда (Новосибирск)
Пло́щадь Труда́ — площадь в Ленинском районе Новосибирска.

## Описание
Площадь имеет форму круга и образуется пересечением улиц Широкой и Станиславского. К площади примыкает улица Ватутина. В непосредственной близости от площади проходит Западно-Сибирская железная дорога (Омское направление), а также располагается площадь Энергетиков.

## Архитектура
Архитектура зданий площади представлена кирпичными домами, в основном «хрущёвками», 5-этажными жилыми домами и общежитиями 1960-х годов постройки. Наряду с ними есть и жилые дома многоподъездные 9—10-этажные «брежневских времён» и одноподъездные 12—13-этажные «свечки» конца 1980-х годов и начала 1990-х годов, а также новые административные здания от 3 до 9 этажей.

## Транспорт
Площадь Труда является одним из крупных транспортных узлов левобережья Новосибирска. На площади есть остановки наземного транспорта: автобусов, троллейбусов, трамваев, маршрутных такси.
В марте 2007 года на Площади Труда произошла крупная авария с участием 16 автомобилей и трамвая.
По итогам 10 месяцев 2012 года, согласно информации ГИБДД НСО, площадь Труда оказалась самым аварийным местом в городе, в связи с чем в ноябре того же года мэр города Владимир Городецкий сообщил, что на площади Труда будет построена транспортная развязка, которая станет частью четвёртого моста через Обь.

## Организации на площади Труда
18 декабря 2009 года на площади открылся крупнейший в России Многофункциональный центр организации предоставления государственных и муниципальных услуг (МФЦ), созданный администрацией Новосибирской области совместно с мэрией города Новосибирска в рамках административной реформы РФ.
В нём расположены кофейня «Трэвэлерс Кофе», офис «Радио Turbo» (103,3 FM), филиал банка «Левобережный», а также компании различного профиля — адвокатские, бухгалтерские, инвестиционные, консалтинговые, оценочно-правовые, страховые, юридические конторы.

### Торговые организации
- Парикмахерские, агентства недвижимости, магазины автозапчастей, сеть канцелярских магазинов «Бухгалтер».
- Магазины мебельных сетей «Кухни Хит», «Эскадо» и др, а также магазины детской мебели.
- Продуктовые магазины.

### Учебные и культурно-массовые организации
- На площади находятся учебные заведения: Профессиональное училище № 50 и средняя школа № 73.
- Поблизости от площади располагается крупный парк левобережья ПКиО им. С. М. Кирова и ДК Металлург.

### Спортивные клубы и организации
- Центр Айкидо, Детско-юношеская спортивная школа по восточным единоборствам, Спортивно-Оздоровительный Центр.